# 茨瓦灵-珀尔斯
茨瓦灵-珀尔斯是奥地利施蒂利亚州格拉茨城郊县的一个市镇。总面积23.98平方公里，总人口1468人，人口密度每平方公里61.2人（2005年）。